# Echeveria leucotricha
Echeveria leucotricha J.A.Purpus es una especie de planta suculenta de la familia de las crasuláceas.

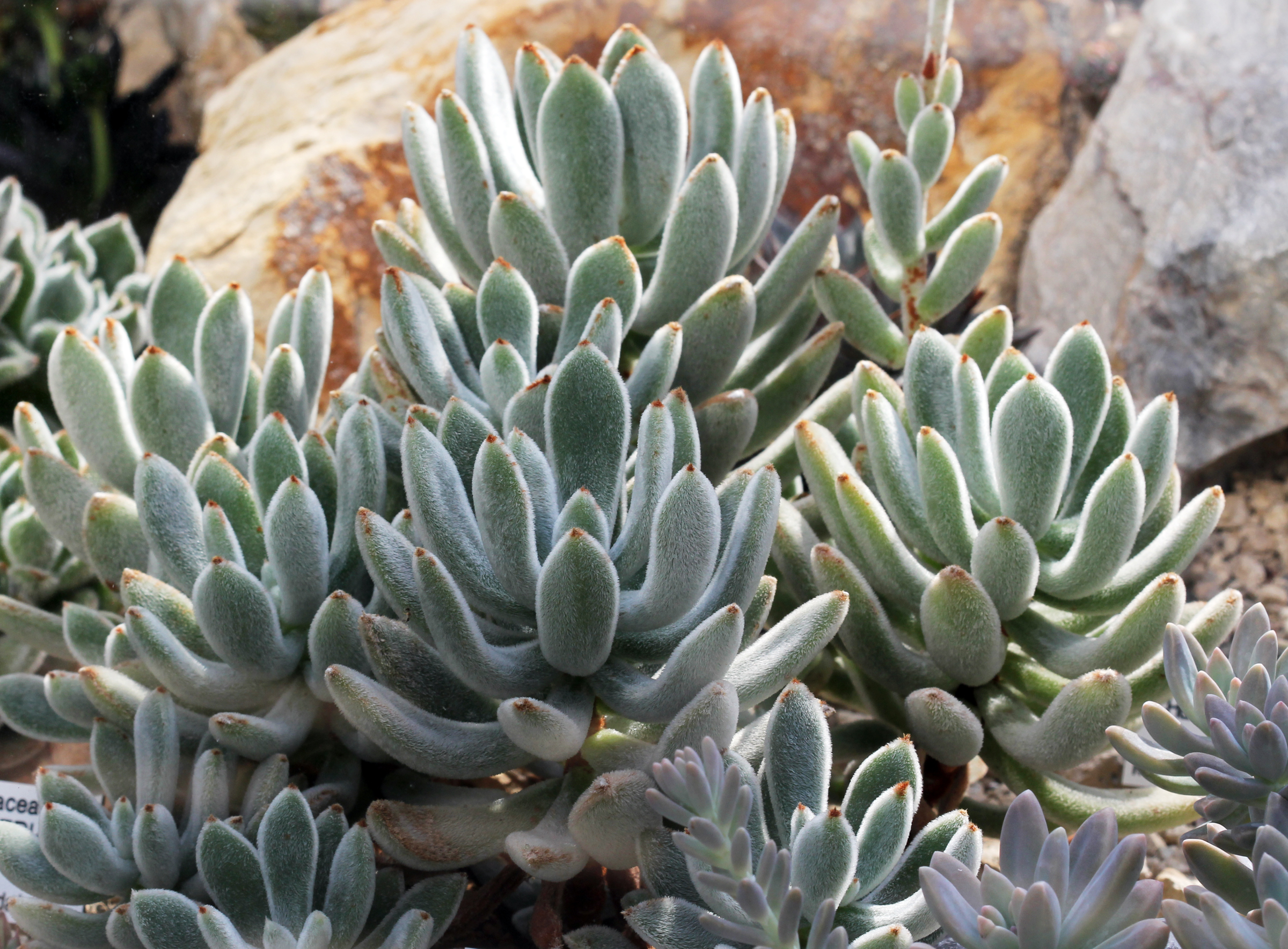
Vista de la planta

## Distribución y Hábitat
Echeveria leucotricha es nativa  de México en Puebla.

## Descripción
Es una planta suculenta semi-arbusto, con rosetas de hojas densamente peludas, con 15 cm  de diámetro y hojas de hasta 10 cm de largo, las hojas tienen generalmente pelo marrón.  Tiene flores amarillas de 2 cm de largo, en una inflorescencia de 30 cm de longitud.

## Cultivo
Necesidades de riego: agua abundante en primavera y verano, poco o nada en invierno. Necesidades de un buen drenaje.

## Taxonomía
Echeveria leucotricha fue descrita por Joseph Anton Purpus y publicado en Monatsschrift für Kakteenkunde 24: 65. 1914.
Etimología
Ver: Echeveria
leucotricha: epíteto latino que significa "con pelos blanquecinos".